# Verein für Leibesübungen Bochum 1848 1977-1978
Questa voce raccoglie le informazioni riguardanti il Verein für Leibesübungen Bochum 1848 nelle competizioni ufficiali della stagione 1977-1978.

## Stagione
Nella stagione 1977-1978 il Bochum, allenato da Heinz Höher, concluse il campionato di Bundesliga al 14º posto. In Coppa di Germania il Bochum fu eliminato agli ottavi di finale dal Borussia M'gladbach.

## Rosa
| N. |                     | Ruolo | Calciatore           |
| -- | ------------------- | ----- | -------------------- |
|    | Germania (bandiera) | P     | Reinhard Mager       |
|    | Germania (bandiera) | P     | Werner Scholz        |
|    | Germania (bandiera) | D     | Michael Eggert       |
|    | Germania (bandiera) | D     | Klaus Franke         |
|    | Germania (bandiera) | D     | Hermann Gerland      |
|    | Germania (bandiera) | D     | Matthias Herget      |
|    | Germania (bandiera) | D     | Franz-Josef Tenhagen |
|    | Germania (bandiera) | D     | Dieter Versen        |
|    | Germania (bandiera) | D     | Klaus Wischniewski   |
|    | Germania (bandiera) | D     | Lothar Woelk         |
|    | Germania (bandiera) | C     | Dieter Bast          |
|    | Germania (bandiera) | C     | Wolfgang Euteneuer   |

| N. |                     | Ruolo | Calciatore             |
| -- | ------------------- | ----- | ---------------------- |
|    | Germania (bandiera) | C     | Paul Holz              |
|    | Germania (bandiera) | C     | Hans-Jürgen Köper      |
|    | Germania (bandiera) | C     | Ata Lameck             |
|    | Germania (bandiera) | C     | Werner Schachten       |
|    | Germania (bandiera) | C     | Holger Trimhold        |
|    | Germania (bandiera) | A     | Hans-Joachim Abel      |
|    | Germania (bandiera) | A     | Heinz-Werner Eggeling  |
|    | Germania (bandiera) | A     | Josef Kaczor           |
|    | Germania (bandiera) | A     | Peter Kursinski        |
|    | Germania (bandiera) | A     | Hans-Joachim Pochstein |
|    | Germania (bandiera) | A     | Ralf Schaffeld         |
|    | Germania (bandiera) | A     | Dieter Schwemmle       |

## Organigramma societario
Area tecnica
- Allenatore: Heinz Höher
- Allenatore in seconda:
- Preparatore dei portieri:
- Preparatori atletici:

## Calciomercato

### Sessione estiva
| Acquisti | Acquisti          | Acquisti        | Acquisti |
| R.       | Nome              | da              | Modalità |
| -------- | ----------------- | --------------- | -------- |
| A        | Hans-Joachim Abel | Westfalia Herne |          |
| C        | Dieter Bast       | Rot-Weiss Essen |          |
| A        | Dieter Schwemmle  | Bellinzona      |          |

| Cessioni | Cessioni      | Cessioni        | Cessioni |
| R.       | Nome          | a               | Modalità |
| -------- | ------------- | --------------- | -------- |
| D        | Hartmut Fromm | Westfalia Herne |          |

### Sessione invernale
| Acquisti | Acquisti | Acquisti | Acquisti |
| R.       | Nome     | da       | Modalità |
| -------- | -------- | -------- | -------- |

| Cessioni | Cessioni | Cessioni | Cessioni |
| R.       | Nome     | a        | Modalità |
| -------- | -------- | -------- | -------- |

## Risultati

### Bundesliga

#### Girone di andata
| Bochum 6 agosto 1977, ore 15:30 CEST 1ª giornata | Bochum      | 0 – 0 referto | Borussia M'gladbach | Stadion an der Castroper Straße (22 000 spett.)\| Arbitro: \| Kindervater \| |
| Arbitro:                                         | Kindervater |               |                     |                                                                              |

| Arbitro: | Messmer |

|                   |           |              |
| van Gool 29’, 44’ | Marcatori | 43’ Tenhagen |

| Arbitro: | Hontheim |

|                                               |           |  |
| Herget 2’ Woelk 66’ Bast 70’, 89’ Gerland 88’ | Marcatori |  |

| Arbitro: | Quindeau |

|             |           |  |
| Røntved 46’ | Marcatori |  |

| Arbitro: | Klauser |

|          |           |                         |
| Holz 74’ | Marcatori | 35’ Seliger 75’ Büssers |

| Arbitro: | Luca |

|                   |           |              |
| Müller 61’ (rig.) | Marcatori | 12’ Tenhagen |

| Arbitro: | Glasneck |

|                      |           |  |
| Trimhold 1’ Holz 40’ | Marcatori |  |

| Arbitro: | Dölfel |

|                                              |           |          |
| Breitner 14’ (rig.) Frank 27’ Merkhoffer 74’ | Marcatori | 18’ Bast |

| Arbitro: | Niemann |

|  |           |            |
|  | Marcatori | 58’ Wenzel |

| Arbitro: | Frickel |

|  |           |            |
|  | Marcatori | 20’ Eggert |

| Arbitro: | Joos |

|  |           |           |
|  | Marcatori | 83’ Riedl |

| Arbitro: | Drescher |

|                                      |           |                   |
| Demange 24’ Fischer 31’ Bittcher 44’ | Marcatori | 78’ (rig.) Lameck |

| Arbitro: | Hontheim |

|           |           |  |
| Lameck 9’ | Marcatori |  |

| Arbitro: | Luca |

|                            |           |            |
| Keller 20’, 53’ Hidien 82’ | Marcatori | 56’ Eggert |

| Arbitro: | Walz |

|                   |           |          |
| Gerber 14’ (rig.) | Marcatori | 56’ Abel |

| Arbitro: | Biwersi |

|          |           |  |
| Bast 58’ | Marcatori |  |

| Arbitro: | Walther |

|                |           |          |
| Zimmermann 24’ | Marcatori | 60’ Holz |

#### Girone di ritorno
| Arbitro: | Ohmsen |

|                   |           |                   |
| Simonsen 11’, 88’ | Marcatori | 32’ Abel 48’ Bast |

| Bochum 17 dicembre 1977, ore 15:30 CET 19ª giornata | Bochum | 0 – 0 referto | Colonia | Stadion an der Castroper Straße (32 000 spett.)\| Arbitro: \| Dölfel \| |
| Arbitro:                                            | Dölfel |               |         |                                                                         |

| Arbitro: | Quindeau |

|                                               |           |                           |
| Kristensen 39’ Kliemann 49’ Granitza 50’, 51’ | Marcatori | 30’ (rig.), 36’, 76’ Abel |

| Arbitro: | Schmoock |

|                     |           |  |
| Abel 86’ Lameck 88’ | Marcatori |  |

| Duisburg 21 gennaio 1978, ore 15:30 CET 22ª giornata | Duisburg    | 0 – 0 referto | Bochum | Wedaustadion (17 000 spett.)\| Arbitro: \| Kindervater \| |
| Arbitro:                                             | Kindervater |               |        |                                                           |

| Arbitro: | Engel |

|               |           |            |
| Bast 75’, 85’ | Marcatori | 88’ Rausch |

| Arbitro: | Ohmsen |

|                          |           |  |
| Hartwig 79’ Hofeditz 90’ | Marcatori |  |

| Arbitro: | Messmer |

|          |           |           |
| Woelk 1’ | Marcatori | 35’ Grobe |

| Arbitro: | Hontheim |

|                                                          |           |                              |
| Nickel 10’, 69’ (rig.) Hölzenbein 32’, 42’ Neuberger 86’ | Marcatori | 16’ Abel 26’ Bast 82’ Herget |

| Arbitro: | Ohmsen |

|                                           |           |                          |
| Versen 27’ Abel 47’, 58’ Wischniewski 72’ | Marcatori | 2’ (aut.) Woelk 70’ Denz |

| Arbitro: | Niemann |

|                                     |           |         |
| Stickel 3’ Toppmöller 74’, 78’, 84’ | Marcatori | 9’ Bast |

| Arbitro: | Zuchantke |

|          |           |             |
| Abel 54’ | Marcatori | 41’ Fischer |

| Arbitro: | Biwersi |

|                                   |           |                 |
| Hoeneß 28’ Müller 39’, 47’ (rig.) | Marcatori | 15’ (rig.) Abel |

| Arbitro: | Dreher |

|                       |           |             |
| Trimhold 36’ Abel 49’ | Marcatori | 24’ Volkert |

| Arbitro: | Joos |

|                                                   |           |  |
| Eggert 5’ Holz 71’ Woelk 77’ (rig.) Pochstein 90’ | Marcatori |  |

| Arbitro: | Meuser |

|                                              |           |                           |
| Frank 6’ Geyer 10’ Burgsmüller 38’, 43’, 74’ | Marcatori | 7’ Tenhagen 52’, 62’ Abel |

| Arbitro: | Jensen |

|                              |           |            |
| Trimhold 46’ Abel 50’ (rig.) | Marcatori | 32’ Allofs |

### Coppa di Germania
| Arbitro: | Niemann |

|  |           |                |
|  | Marcatori | 14’, 70’ Woelk |

| Arbitro: | Dreher |

|  |           |                                  |
|  | Marcatori | 35’ Bast 63’ Pochstein 70’ Woelk |

| Arbitro: | Michel |

|                       |           |                                                |
| Derigs 58’ Bruder 81’ | Marcatori | 14’, 37’, 59’ Schwemmle 21’, 34’ Bast 71’ Holz |

| Arbitro: | Aldinger |

|                        |           |  |
| Heynckes 55’, 58’, 87’ | Marcatori |  |

## Statistiche

### Statistiche di squadra
| Competizione      | Punti | In casa | In casa | In casa | In casa | In casa | In casa | In trasferta | In trasferta | In trasferta | In trasferta | In trasferta | In trasferta | Totale | Totale | Totale | Totale | Totale | Totale | DR |
| Competizione      | Punti | G       | V       | N       | P       | Gf      | Gs      | G            | V            | N            | P            | Gf           | Gs           | G      | V      | N      | P      | Gf     | Gs     | DR |
| ----------------- | ----- | ------- | ------- | ------- | ------- | ------- | ------- | ------------ | ------------ | ------------ | ------------ | ------------ | ------------ | ------ | ------ | ------ | ------ | ------ | ------ | -- |
| Bundesliga        | 31    | 17      | 10      | 4       | 3       | 28      | 11      | 17           | 1            | 5            | 11           | 21           | 40           | 34     | 11     | 9      | 14     | 49     | 51     | -2 |
| Coppa di Germania | -     | 0       | 0       | 0       | 0       | 0       | 0       | 4            | 3            | 0            | 1            | 11           | 5            | 4      | 3      | 0      | 1      | 11     | 5      | +6 |
| Totale            | 31    | 17      | 10      | 4       | 3       | 28      | 11      | 21           | 4            | 5            | 12           | 32           | 45           | 38     | 14     | 9      | 15     | 60     | 56     | +4 |

### Andamento in campionato
| Giornata  | 1 | 2  | 3 | 4  | 5  | 6  | 7  | 8  | 9  | 10 | 11 | 12 | 13 | 14 | 15 | 16 | 17 | 18 | 19 | 20 | 21 | 22 | 23 | 24 | 25 | 26 | 27 | 28 | 29 | 30 | 31 | 32 | 33 | 34 |
| --------- | - | -- | - | -- | -- | -- | -- | -- | -- | -- | -- | -- | -- | -- | -- | -- | -- | -- | -- | -- | -- | -- | -- | -- | -- | -- | -- | -- | -- | -- | -- | -- | -- | -- |
| Luogo     | C | T  | C | T  | C  | T  | C  | T  | C  | T  | C  | T  | C  | T  | T  | C  | T  | T  | C  | T  | C  | T  | C  | T  | C  | T  | C  | T  | C  | T  | C  | C  | T  | C  |
| Risultato | N | P  | V | P  | P  | N  | V  | P  | P  | V  | P  | P  | V  | P  | N  | V  | N  | N  | N  | P  | V  | N  | V  | P  | N  | P  | V  | P  | N  | P  | V  | V  | P  | V  |
| Posizione | 9 | 15 | 9 | 12 | 14 | 16 | 13 | 14 | 16 | 14 | 16 | 16 | 15 | 16 | 16 | 14 | 14 | 15 | 14 | 15 | 14 | 15 | 13 | 13 | 14 | 14 | 13 | 14 | 14 | 14 | 14 | 14 | 15 | 14 |

Legenda:

Luogo: C = Casa; T = Trasferta. Risultato: V = Vittoria; N = Pareggio; P = Sconfitta.

### Statistiche dei giocatori
| Giocatore       | Bundesliga | Bundesliga | Bundesliga  | Bundesliga | Coppa di Germania | Coppa di Germania | Coppa di Germania | Coppa di Germania | Totale   | Totale | Totale      | Totale     |
| Giocatore       | Presenze   | Reti       | Ammonizioni | Espulsioni | Presenze          | Reti              | Ammonizioni       | Espulsioni        | Presenze | Reti   | Ammonizioni | Espulsioni |
| --------------- | ---------- | ---------- | ----------- | ---------- | ----------------- | ----------------- | ----------------- | ----------------- | -------- | ------ | ----------- | ---------- |
| H. Abel         | 20         | 15         | 3           | 0          | 1                 | 0                 | 0                 | 0                 | 21       | 15     | 3           | 0          |
| D. Bast         | 28         | 9          | 1           | 1          | 4                 | 3                 | 0                 | 0                 | 32       | 12     | 1           | 1          |
| H. Eggeling     | 1          | 0          | 0           | 0          | 0                 | 0                 | 0                 | 0                 | 1        | 0      | 0           | 0          |
| M. Eggert       | 32         | 3          | 3           | 0          | 4                 | 0                 | 0                 | 0                 | 36       | 3      | 3           | 0          |
| W. Euteneuer    | 0          | 0          | 0           | 0          | 0                 | 0                 | 0                 | 0                 | 0        | 0      | 0           | 0          |
| K. Franke       | 27         | 0          | 0           | 0          | 4                 | 0                 | 0                 | 0                 | 31       | 0      | 0           | 0          |
| H. Fromm        | 2          | 0          | 0           | 0          | 1                 | 0                 | 0                 | 0                 | 3        | 0      | 0           | 0          |
| H. Gerland      | 30         | 1          | 2           | 0          | 2                 | 0                 | 0                 | 0                 | 32       | 1      | 2           | 0          |
| M. Herget       | 30         | 2          | 3           | 0          | 4                 | 0                 | 1                 | 0                 | 34       | 2      | 4           | 0          |
| P. Holz         | 28         | 4          | 1           | 0          | 3                 | 1                 | 0                 | 0                 | 31       | 5      | 1           | 0          |
| J. Kaczor       | 1          | 0          | 0           | 0          | 1                 | 0                 | 0                 | 0                 | 2        | 0      | 0           | 0          |
| P. Kursinski    | 2          | 0          | 0           | 0          | 0                 | 0                 | 0                 | 0                 | 2        | 0      | 0           | 0          |
| H. Köper        | 0          | 0          | 0           | 0          | 0                 | 0                 | 0                 | 0                 | 0        | 0      | 0           | 0          |
| A. Lameck       | 34         | 3          | 1           | 0          | 4                 | 0                 | 0                 | 0                 | 38       | 3      | 1           | 0          |
| R. Mager        | 3          | 0          | 0           | 0          | 0                 | 0                 | 0                 | 0                 | 3        | 0      | 0           | 0          |
| H. Pochstein    | 14         | 1          | 0           | 0          | 4                 | 1                 | 0                 | 0                 | 18       | 2      | 0           | 0          |
| W. Schachten    | 0          | 0          | 0           | 0          | 0                 | 0                 | 0                 | 0                 | 0        | 0      | 0           | 0          |
| R. Schaffeld    | 1          | 0          | 0           | 0          | 0                 | 0                 | 0                 | 0                 | 1        | 0      | 0           | 0          |
| W. Scholz       | 31         | 0          | 0           | 0          | 4                 | 0                 | 0                 | 0                 | 35       | 0      | 0           | 0          |
| D. Schwemmle    | 15         | 0          | 1           | 0          | 3                 | 3                 | 0                 | 0                 | 18       | 3      | 1           | 0          |
| F. Tenhagen     | 34         | 3          | 2           | 0          | 3                 | 0                 | 0                 | 0                 | 37       | 3      | 2           | 0          |
| H. Trimhold     | 34         | 3          | 2           | 0          | 4                 | 0                 | 0                 | 0                 | 38       | 3      | 2           | 0          |
| D. Versen       | 15         | 1          | 4           | 0          | 1                 | 0                 | 0                 | 0                 | 16       | 1      | 4           | 0          |
| K. Wischniewski | 12         | 1          | 0           | 0          | 0                 | 0                 | 0                 | 0                 | 12       | 1      | 0           | 0          |
| L. Woelk        | 33         | 3          | 6           | 0          | 4                 | 3                 | 0                 | 0                 | 37       | 6      | 6           | 0          |